# Засимаускайте, Ева
Ева Засимауска́йте-Килтинавичене (лит. Ieva Zasimauskaitė-Kiltinavičienė; род. 2 июля 1993, Каунас) — литовская певица, которая представила Литву на песенном конкурсе «Евровидение-2018» в Лиссабоне с песней «When We’re Old», заняв в финале конкурса 12-е место. В общей сложности Ева шесть раз участвовала в литовском национальном отборе на «Евровидение» (2013, 2014, 2016, 2017, 2018, 2022). В 2012 году она приняла участие в литовской версии проекта «Голос», где дошла до суперфинала.

## Биография

### Ранние годы
Ева Засимаускайте родилась и выросла в Каунасе в семье врачей. Её отец увлекается музыкой, играет на гитаре. Когда Еве было 7 лет, родители отправили её учиться в музыкальную школу, которую она окончила спустя 8 лет по специальности «эстрадное пение». По словам Евы, поначалу её не хотели принимать на учёбу: ей сказали, что у неё нет вокальных данных. В период учёбы в школе она пела и играла на пианино в детском ансамбле Linksmasis do.
В 2012 году Ева окончила гимназию при Университете Витовта Великого, а в 2015 году получила степень бакалавра в Международной школе права и бизнеса в Вильнюсе. В 2014 году она проучилась один семестр в Барселоне по программе Европейского союза по обмену студентами.

### Музыкальная карьера
В 16-летнем возрасте Ева выступила в составе каунасского хора для проекта телеканала TV3 «Войны хоров». После того, как хор одержал победу в телепроекте, она три года выступала в его составе, гастролируя по Литве. В 2011 году Ева начала сотрудничать с Tautkus, лидером бой-бенда «N.E.O.».

### Участие в «Голосе» и начало сольной музыкальной карьеры
В 2012 году Ева приняла участие в литовской версии проекта «Голос», где дошла до суперфинала и исполнила в дуэте с Димой Биланом песню «Never Let You Go», с которой он занял второе место на «Евровидении-2006».
После участия в «Голосе» Ева начала сольную карьеру и написала свою первую песню «Pasiilgau» («Я скучаю по тебе»). В 2013, 2014, 2016 и 2017 годах Ева участвовала в национальном отборе на «Евровидение» (в 2013 году в дуэте с Габриелиусом Вагелисом, а затем соло). Попасть в финал отбора она сумела только в 2016 году и в итоге заняла 4-е место.

### Участие в Евровидении-2018

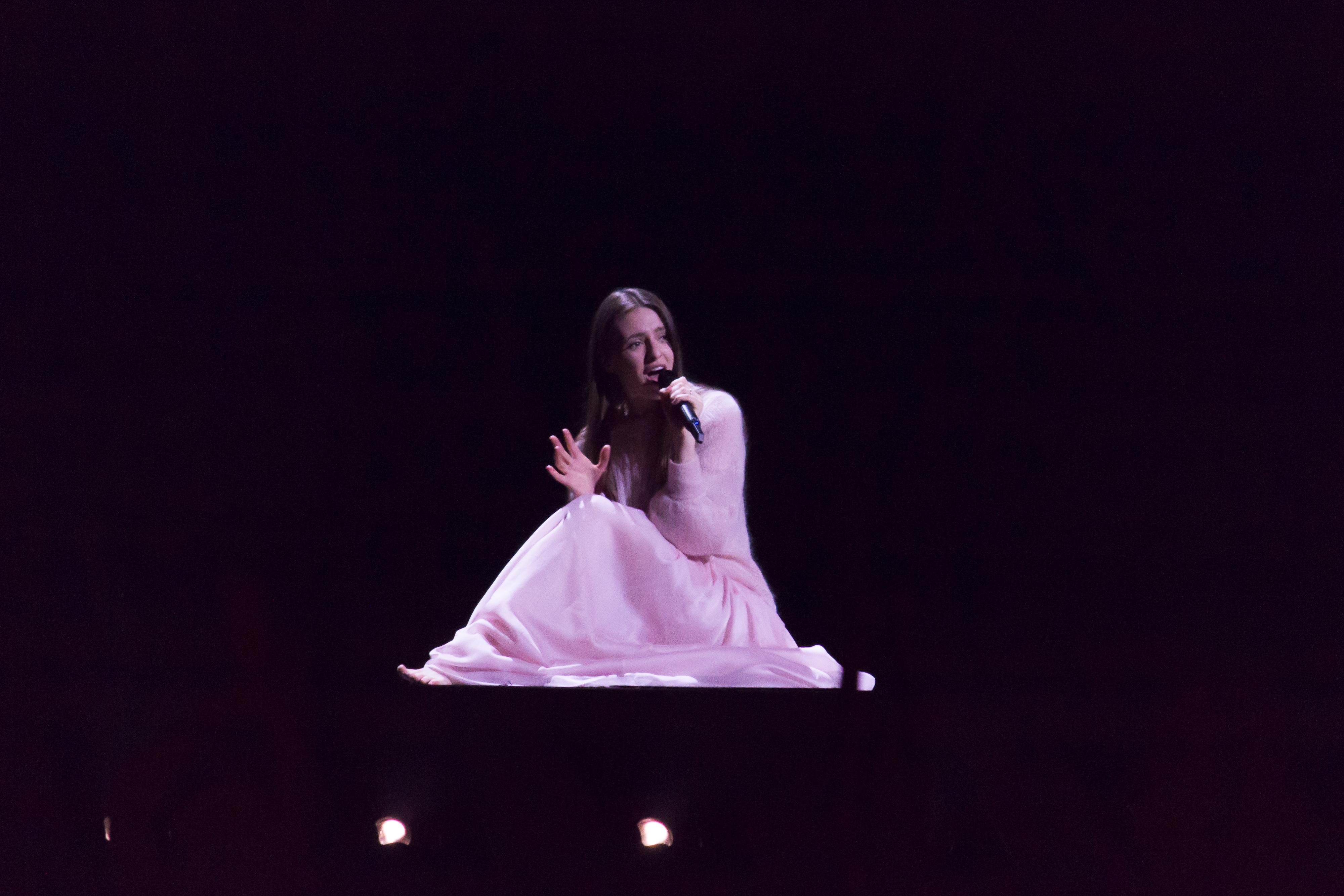
Ева Засимаускайте выступает в полуфинале Евровидения 2018 в Лиссабоне

12 марта 2018 года Ева одержала победу в финале национального отбора Eurovizijos Atranka 2018, которое транслировало Литовское национальное радио и телевидение. Наряду с ней, за победу в финале боролись пять исполнителей: Моника Мария (с композицией «The Truth»), Котрина Юодзявичюте («That Girl»), The Roop (с песней «Yes, I Do»), Паула («123») и Юргис Брузга («4Love»). Победителя выбирали оценочная комиссия и зрители. Жена основного соперника Евы, Юргиса Брузги (который занял 2-е место в национальном отборе), позднее выступила в Лиссабоне в качестве её бэк-вокалистки.
Ева Засимаускайте выступила на «Евровидении-2018» в Лиссабоне в первом полуфинале, который прошёл 8 мая. Литва заняла 9-е место и вышла в финал, который состоялся 12 мая. После первого полуфинала Ева оказалась в списке фаворитов букмекеров — ей сначала предсказывали 5-е место в финале, а в день финала — 3-е место. До полуфинала она занимала лишь 22-ю строчку — то есть букмекеры считали, что она в финал не пройдёт. В итоге Ева заняла в финале 12-е место. По результатам голосования телезрителей Ева заняла 10-е место, получив 12 баллов (максимально возможную оценку) от Великобритании, Ирландии, Норвегии, Латвии и Эстонии. По результатам голосования жюри 12 баллов ей присудила только Хорватия.

## Личная жизнь
Ева живёт в Каунасе. У неё есть старший брат 1989 года рождения.
В 2015—2020 годах Ева была замужем за Марюсом Килтинавичусом (род. 1982) — бывшим тренером мужской сборной Литвы по баскетболу и тренером владивостокского баскетбольного клуба «Спартак-Приморье». Ева и Марюс начали встречаться в 2010 году и в июне 2015 года обвенчались в католическом Соборе Святого Михаила Архангела в Каунасе. Пара развелась в 2020 году.
С 2014 года Ева является вегетарианкой и последовательницей Международного общества сознания Кришны. Она практикует медитацию, изучает Аюрведу, несколько раз была в Индии.
Ева утверждает, что перед выходом на сцену молится о том, чтобы во время выступления остаться самой собой.